# Gornovesioli
Gornovesioli (del ruso: Горновесёлый) es un jútor del raión de Krymsk del krai de Krasnodar, en Rusia. Está situado en las vertientes septentrionales del extremo de poniente del Cáucaso Occidental, en la cabecera de uno de los tributarios del río Gechepsin, afluente del Adagum, de la cuenca del Kubán, 7 km al noroeste de Krymsk y 90 km al oeste de Krasnodar. Tenía 187 habitantes en 2010
Pertenece al municipio Moldavanskoye.